# Aventurile lui Sarah Jane
Aventurile lui Sarah Jane (engleză The Sarah Jane Adventures) este un serial britanic SF creat de Russell T. Davies și de protagonista Elisabeth Sladen. Acest serial este continuarea serialului Doctor Who, personajele principae fiind Sarah Jane Smith și Doctorul. Serialul a debutat pe canalul BBC One cu un episod special de 60 de minute numit „Invasion of the Bane”, pe 1 ianuarie 2007. Pe 24 septembrie 2007 a urmat o serie completă de episoade de 25 de minute, iar cel de-al doilea sezon a apărut pe 29 septembrie 2008. Episodul special 2009 a apărut pe 13 martie 2009, iar cea de-a treia serie a apărut pe 15 octombrie 2009. În România a apărut pe 6 septembrie 2008 la Cartoon Network.
Aventurile lui Sarah Jane a fost nominalizat la British Academy Children's Award în anul 2007 la categoria dramă.

## Despre serial
Sarah Jane Smith trăiește într-o lume a misterelor, unde Pământul este mereu amenințat de extratereștri. Dar Sarah Jane și prietenii ei nu se dau în lături de la nici o provocare.

## Personaje
| Actor                      | Personaj         | Durata     | Episoade                                                                                 | Nr. de apariții                        |
| -------------------------- | ---------------- | ---------- | ---------------------------------------------------------------------------------------- | -------------------------------------- |
| Elisabeth Sladen           | Sarah Jane Smith | 2007-2009  | Toate episoadele                                                                         | 24                                     |
| Tommy Knight               | Luke Smith       | 2007-2009  | Toate episoadele                                                                         | 24                                     |
| Daniel Anthony             | Clyde Langer     | 2007-2009  | începând cu Revenge of the Slitheen                                                      | 23                                     |
| Alexander Armstrong (voce) | Mr. Smith        | 2007-2009  | Toate episoadele                                                                         | 20                                     |
| Anjli Mohindra             | Rani Chandra     | 2008-2009  | începând cu The Day of the Clown                                                         | 11                                     |
| Ace Bhatti                 | Haresh Chandra   | 2008-2009  | începând cu The Day of the Clown                                                         | 9                                      |
| Mina Anwar                 | Gita Chandra     | 2008-2009  | începând cu The Day of the Clown                                                         | 8                                      |
| John Leeson (voce)         | K-9              | 2007, 2009 | "Invasion of the Bane", The Lost Boy, From Raxacoricofallapatorius with Love             | 3 (el apare in 6 episoade din seria 3) |
| Yasmin Paige               | Maria Jackson    | 2007-2008  | de la "Invasion of the Bane" la The Last Sontaran, personaj în The Mark of the Berserker | 14                                     |
| Joseph Millson             | Alan Jackson     | 2007-2008  | de la "Invasion of the Bane" la The Last Sontaran, personaj în The Mark of the Berserker | 12                                     |
| Juliet Cowan               | Chrissie Jackson | 2007-2008  | de la "Invasion of the Bane" la The Last Sontaran                                        | 11                                     |
| Jocelyn Jee Esien          | Carla Langer     | 2008       | The Mark of the Berserker                                                                | 2                                      |